# بن سافاج
بينيت جوزيف سافاج (بالإنجليزية: Ben Savage)‏ (ولد في 13 سبتمبر 1980) هو ممثل أمريكي. لعب دور كوري ماثيوز في المسلسل الهزلي بوي ميتس ورلد (1993-2000) وتتمة السلسلة على قناة ديزني قيرل ميتس ورلد ‏ (2014-2017). 

## النشأة
ولد سافاج في شيكاغو في إلينوي. والداه هم جوان ولويس سافاج الذين كانوا وسطاء عقاريين ومستشاريين صناعيين.  شقيقه الأكبر هو الممثل والمخرج فريد سافاج، وشقيقته الكبرى هي الممثلة والموسيقية كالا سافاج ‏. كان أجداده يهوديين من بولندا وأوكرانيا وألمانيا ولاتفيا، وترعرع سافاج على اليهودية الإصلاحية[2][2][2].

## الأعمال

### الأفلام
| السنة | العنوان                              | الدور         | ملاحظات   |
| ----- | ------------------------------------ | ------------- | --------- |
| 1989  | Little Monsters                      | اريك ستيفنسون |           |
| 1992  | Big Girls Don't Cry... They Get Even | سام           |           |
| 1994  | Clifford                             | روجر          |           |
| 2002  | Swimming Upstream                    | تيدي بينيفيدس |           |
| 2006  | Car Babes                            | فورد دايفس    |           |
| 2007  | Palo Alto                            | باتريك        |           |
| 2010  | Closing Time                         | جاريد         | فيلم قصير |
| 2011  | Peace and Riot                       | سكوت          |           |
| 2012  | White Dwarf                          | بن            |           |
| 2012  | The Caterpillar's Kimono             | لينكولن       |           |
| 2013  | Girl Meets Boy                       | سكوت          |           |

### التلفاز
| السنة     | العنوان                             | الدور               | ملاحظات                                    |
| --------- | ----------------------------------- | ------------------- | ------------------------------------------ |
| 1988      | Dear John                           | ماثيو لاسي          | دور متكرر، 5 حلقات                         |
| 1990      | The Wonder Years                    | كورتيس هارتسيل      | حلقة: "The St. Valentine's Day Massacre"   |
| 1990      | A Family for Joe                    | كريس بانكستون       | دور أساسي, 9 أساسي                         |
| 1990      | Hurricane Sam                       | سام كلفن            | فيلم تليفزوني                              |
| 1992      | She Woke Up                         | أندي                | فيلم تليفزوني                              |
| 1993      | Wild Palms                          | كوتي ويكوف          | سلسلة مصغرة                                |
| 1993-2000 | بوي ميتس ورلد                       | كوري ماثيوز         | دور أساسي, 158 حلقة                        |
| 1994      | Aliens for Breakfast                | ريتشارد             | فيلم تليفزوني                              |
| 1996      | Maybe This Time                     | كوري ماثيوز         | حلقة: "Acting Out"                         |
| 1997      | Party of Five                       | ستيوارت             | حلقة: "Close to You", "Christmas"          |
| 1998      | Adventures from the Book of Virtues | جينكيسويتمايا (صوت) | حلقة: "Determination"                      |
| 2005      | Still Standing                      | سيث كوسيلا          | حلقة: "Still the Boss"                     |
| 2005      | Phil of the Future                  | بنفسه               | حلقة: "Time Release Capsule"               |
| 2007      | Making It Legal                     | تود                 | فيلم تليفزوني                              |
| 2008      | تشاك                                | مارك راتنر          | حلقة: "Chuck Versus the Cougars"           |
| 2008      | دون أثر                             | كيربي موريس         | حلقة: "Cloudy with a Chance of Gettysburg" |
| 2011      | Shake It Up                         | أندي بيرنز          | حلقة: "Review It Up"                       |
| 2011      | بونز (مسلسل)                        | هيو بورنزيد         | حلقة: "The Male in the Mail"               |
| 2012      | Lake Effects                        | كارل                | فيلم تليفزوني                              |
| 2014-2017 | Girl Meets World                    | كوري ماثيوز         | دور رئيسي                                  |
| 2015      | عقول إجرامية                        | جيسون جيدون الشاب   | حلقة: "Nelson's Sparrow"                   |

## الجوائز والترشيحات
| السنة | الجائزة             | الفئة                                         | العمل           | النتيجة |
| ----- | ------------------- | --------------------------------------------- | --------------- | ------- |
| 1990  | جائزة الفنان الصغير | Best Young Actor Starring in a Motion Picture | Little Monsters | رُشِّح     |

| السنة | الجائزة                         | الفئة                                                   | العمل                          | النتيجة |
| ----- | ------------------------------- | ------------------------------------------------------- | ------------------------------ | ------- |
| 1994  | Young Artist Awards             | Best Youth Actor Leading Role in a Television Series    | 'Ben Savage' "Boy Meets World" | رُشِّح     |
| 1997  | Young Artist Awards             | Best Performance in a TV Comedy: Leading Young Actor    | 'Ben Savage' "Boy Meets World" | رُشِّح     |
| 1998  | Young Artist Awards             | Best Performance in a TV Comedy: Leading Young Actor    | 'Ben Savage' "Boy Meets World" | رُشِّح     |
| 1998  | YoungStar Award                 | Best Performance by a Young Actor in a Comedy TV Series | 'Ben Savage' "Boy Meets World" | رُشِّح     |
| 2000  | Nickelodeon Kids' Choice Awards | Favorite Television Friends                             | 'Ben Savage' "Boy Meets World" | فوز     |
| 2014  | Teen Choice Awards              | Choice Summer TV Show                                   | Girl Meets World               | رُشِّح     |
| 2015  | Teen Choice Awards              | Choice TV Show: Comedy                                  | Girl Meets World               | رُشِّح     |
| 2015  | Creative Arts Emmy Awards       | Outstanding Children's Program                          | Girl Meets World               | رُشِّح     |
| 2016  | Kids' Choice Awards             | Favorite TV Show                                        | Girl Meets World               | رُشِّح     |
| 2016  | Artios Awards                   | Children’s Pilot and Series (Live Action)               | Girl Meets World               | فوز     |
| 2016  | Teen Choice Awards              | Choice Summer TV Show                                   | Girl Meets World               | رُشِّح     |

## وصلات خارجية
- بن سافاج على موقع IMDb (الإنجليزية)
- بن سافاج على موقع روتن توميتوز (الإنجليزية)
- بن سافاج على موقع ألو سيني (الفرنسية)
- بن سافاج على موقع أول موفي (الإنجليزية)
- بن سافاج على موقع قاعدة بيانات الأفلام السويدية (السويدية)
- بن سافاج على موقع إن إن دي بي (الإنجليزية)
- بن سافاج على موقع قاعدة بيانات الفيلم (الإنجليزية)
- بن سافاج على موقع كينوبويسك (الروسية)